# Pasar Minggu (onderdistrict)
Pasar Minggu is een onderdistrict (kecamatan) van de stadsgemeente Jakarta Selatan (Zuid-Jakarta) in de provincie Jakarta, Indonesië.

## Verdere onderverdeling
Het onderdistrict Pasar Minggu is verdeeld in 7 kelurahan:

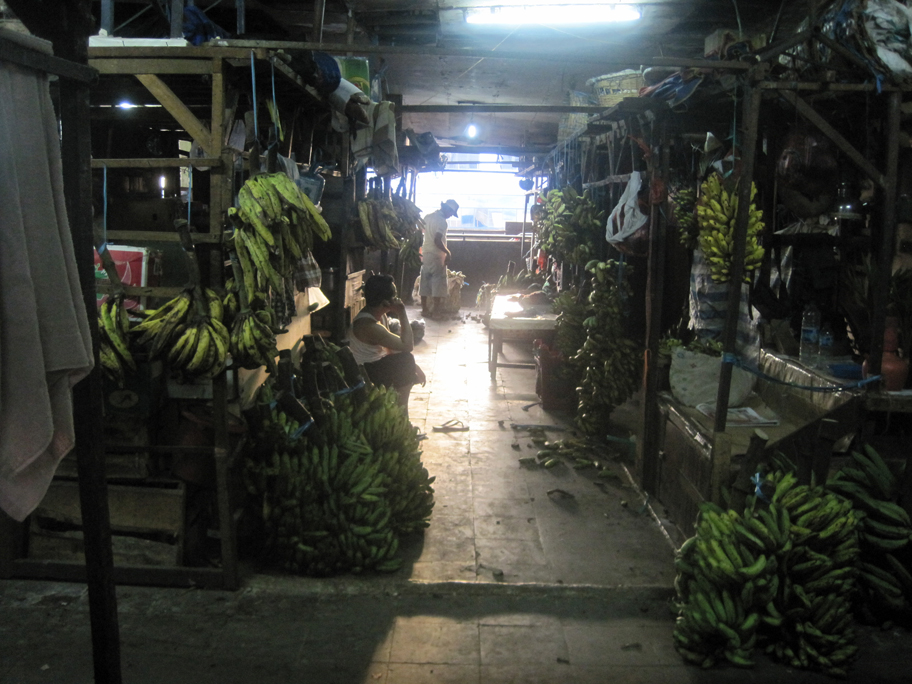
Markt in Pasar Minggu

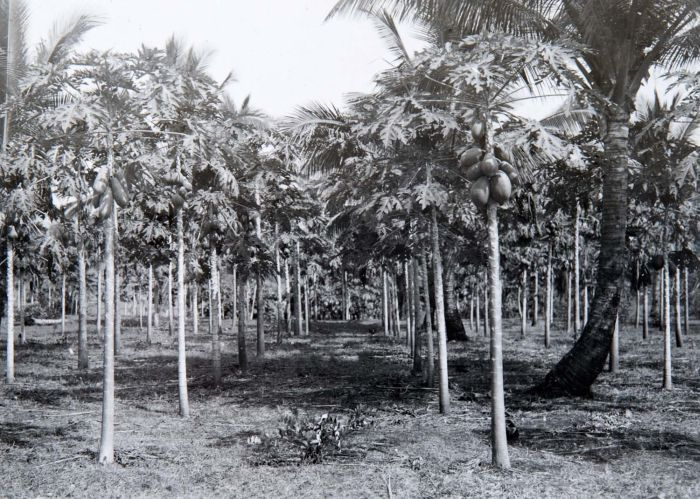
Papajabomen op het terrein van het proefstation voor ooftteelt bij Pasar Minggoe, Batavia 1920-1935

1. Pejaten Barat - postcode 12510
2. Pejaten Timur - postcode 12510
3. Pasar Minggu - postcode 12520
4. Kebagusan - postcode 12520
5. Jati Padang - postcode 12540
6. Ragunan - postcode 12550
7. Cilandak Timur - postcode 12560